# Bagadalu, Arkalgud
Bagadalu là một làng thuộc tehsil Arkalgud, huyện Hassan, bang Karnataka, Ấn Độ.